# Custard Records
La Custard Records è un'etichetta discografica statunitense, nota principalmente per aver lanciato la carriera di successo del cantante James Blunt.
L'etichetta è stata fondata da Linda Perry, in precedenza leader del gruppo 4 Non Blondes. Fa parte della divisione discografica della Atlantic Records, gruppo  Warner.

## Artisti
- Linda Perry
- James Blunt
- Deep Dark Robot[1]
- Ben Jelen
- Bigelf
- Crash Kings
- Little Fish[2]
- Paper Zoo
- Reni Lane
- Sierra Swan
- Sunshine

## Discografia

### Album
- James Blunt - Back to Bedlam (2004)
- Linda Perry - In Flight (2005)
- Sunshine - Moonshower and Razorblades (2005)
- Sierra Swan - LadyLand (2006)
- Ben Jelen - Ex-Sensitive (2007)
- James Blunt - All the Lost Souls (2007)
- Bigelf - Hex (2007)
- Ben Jelen - Wreckage EP (2008)
- Bigelf - Cheat The Gallows (2008)
- Crash Kings - Crash Kings (2009)
- Little Fish - Darling Dear EP (2009)
- Reni Lane - Reni Lane (2010)
- Little Fish - Baffled and Beat (2010)
- James Blunt - Some Kind of Trouble (2010)
- Deep Dark Robot - 8 Songs About A Girl (2011)
- James Blunt - Moon Landing (2013)